# پاتریک نیو
پاتریک ماری گیسلِین پیر سایمون استنسلاس نیو دو میوِرنی (انگلیسی: Patrick Marie Ghislain Pierre Simon Stanislas Nève de Mévergnies؛ زادهٔ ۱۳ اکتبر ۱۹۴۹ در لیژ – درگذشتهٔ ۱۲ مارس ۲۰۱۷) رانندهٔ مسابقات اتومبیل‌رانی اهل بلژیک بود. او از ۱۶ مهٔ ۱۹۷۶ مجموعاً در ۱۴ گراند پری از مسابقات جهانی فرمول یک شرکت کرد، اما موفق به کسب هیچ امتیازی نشد. او بیشتر به‌عنوان اولین رانندهٔ تیم مهندسی جایزه بزرگ ویلیامز شناخته می‌شود. برادر جوان‌تر او، گای نیز یک رانندهٔ مسابقات اتومبیل‌رانی بود.